# 普拉德 (阿尔代什省)
普拉德（法語：Prades，法語發音：[pʁad] ⓘ）是法国阿尔代什省的一个市镇，属于拉让蒂耶尔区。

## 地理
普拉德（44°38'17"N, 4°18'51"E）面积9.79 平方千米，位于法国奥弗涅-罗讷-阿尔卑斯大区阿尔代什省，该省份为法国东南部内陆省份，北起顺时针与卢瓦尔省、伊泽尔省、德龙省、沃克吕兹省、加尔省、洛泽尔省和上盧瓦爾省接壤。
与普拉德接壤的市镇（或旧市镇、城区）包括：阿永、法布拉斯、拉贝居德、拉勒瓦德达尔代什、朗蒂耶尔、梅尔屈埃、圣西尔格德普拉德、瓦尔斯莱班。

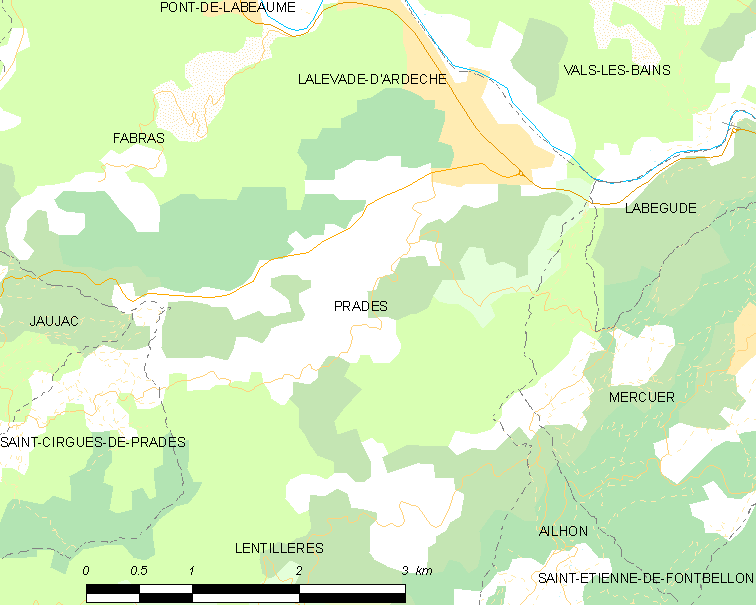
的OSM定位图

普拉德的时区为UTC+01:00、UTC+02:00（夏令时）。

## 行政
普拉德的邮政编码为07380，INSEE市镇编码为07182。

## 政治
普拉德所属的省级选区为上阿尔代什县。

## 人口

1962-2008年间人口变化图示

普拉德于2022年1月1日时的人口数量为1184人。